# Teucholabis (Teucholabis) tullochi
Teucholabis (Teucholabis) tullochi is een tweevleugelige uit de familie steltmuggen (Limoniidae). De soort komt voor in het Neotropisch gebied.